# 24-Stunden-Rennen von Le Mans 1959

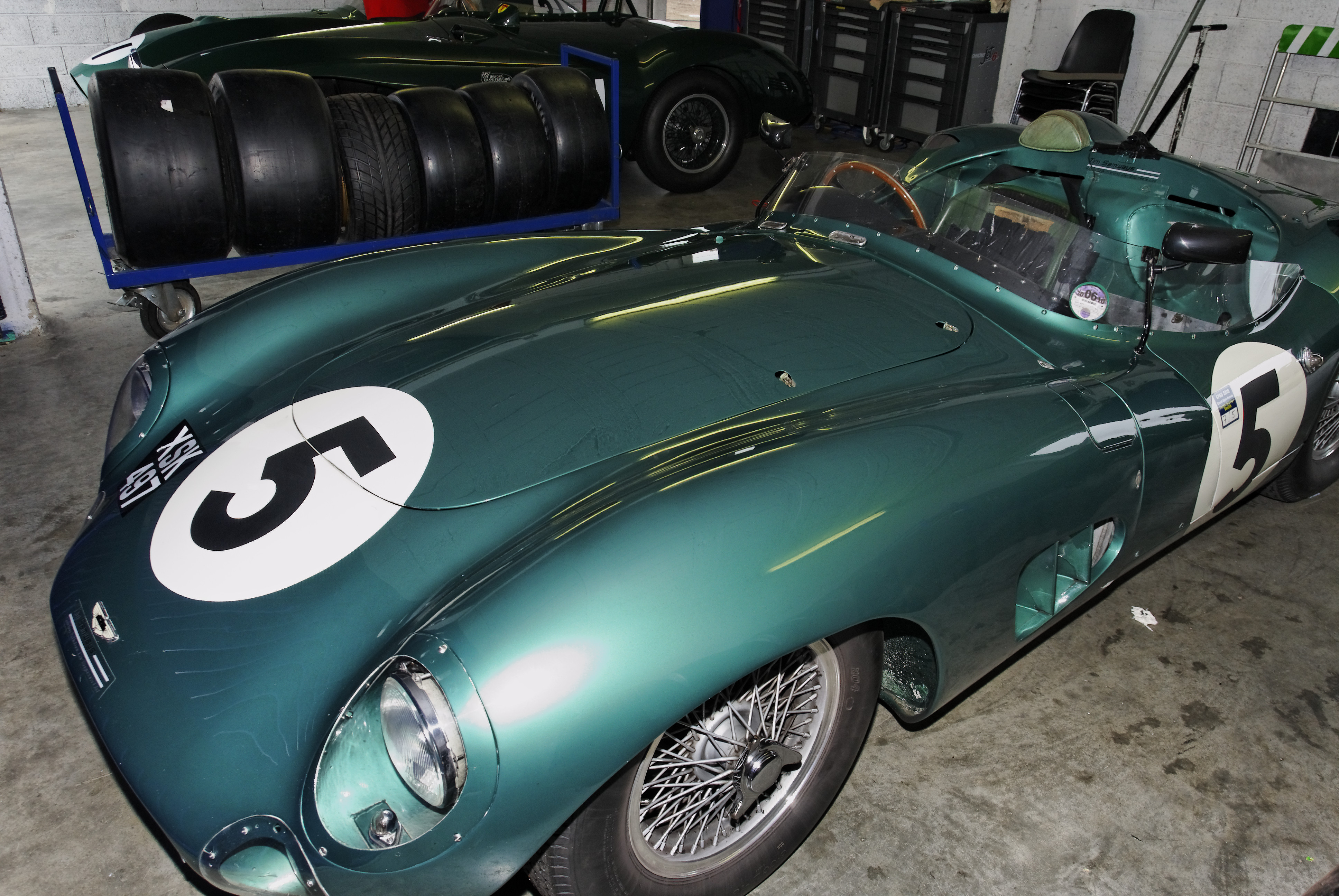
Aston Martin DBR1/300, Siegerwagen von Carroll Shelby und Roy Salvadori

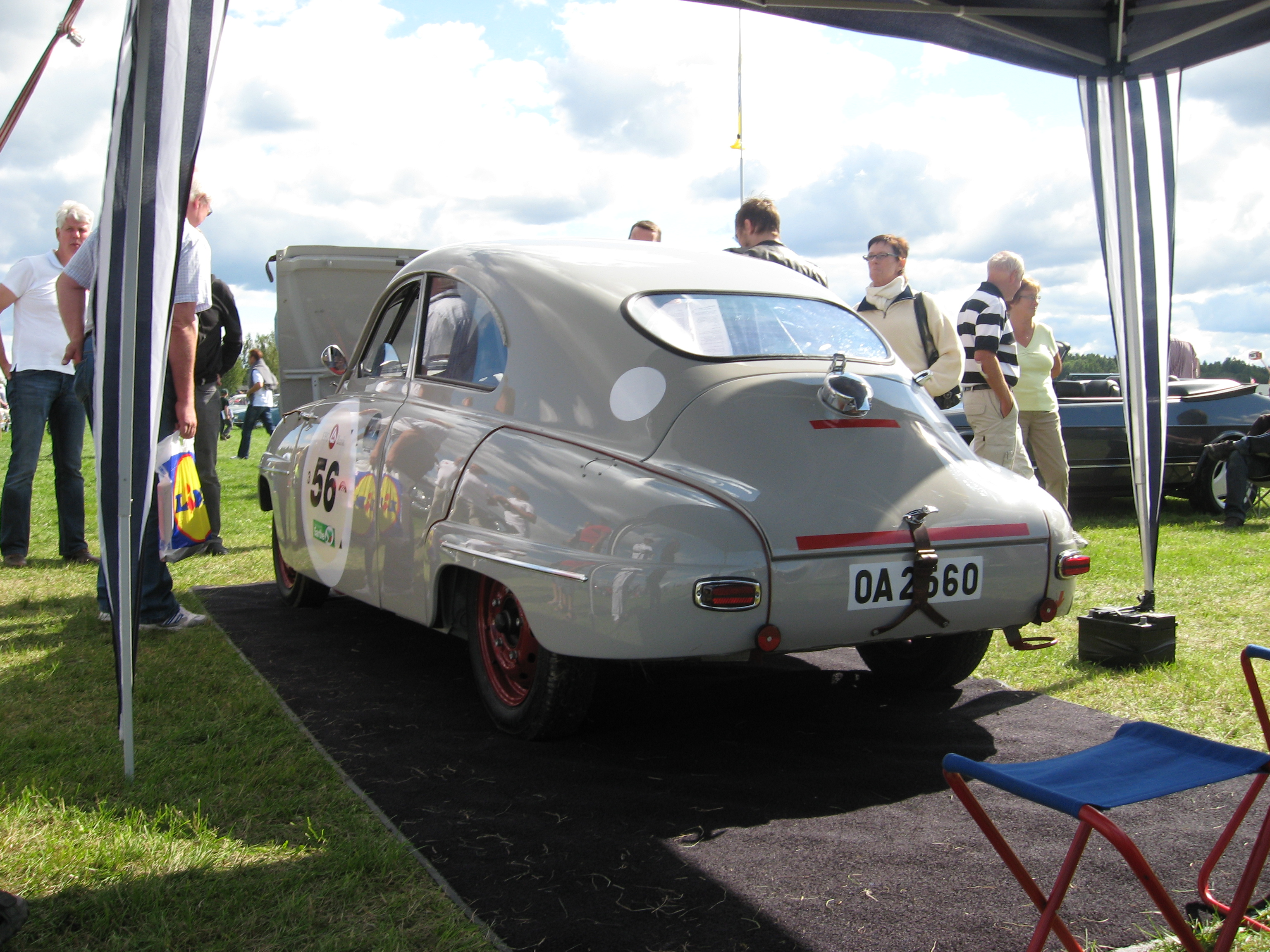
Le-Mans-Rarität: Saab 93 Sport, von Sture Nottorp und Gunnar Bengtsson an die 12. Stelle der Gesamtwertung gefahren

Das 27. 24-Stunden-Rennen von Le Mans, der 27e Grand Prix d’Endurance les 24 Heures du Mans, auch 24 Heures du Mans, Circuit de la Sarthe, Le Mans, fand vom 20. bis 21. Juni 1959 auf dem Circuit des 24 Heures statt.

## Das Rennen
Das 24-Stunden-Rennen von 1959 brachte den ersten Gesamtsieg für einen Aston Martin, einer Marke, die erstmals 1928 bei diesem Langstreckenrennen am Start war. Von den 53 gestarteten Fahrzeugen kamen nur 13 ins Ziel, von den 31 Sportprototypen überhaupt nur drei.
Die sechs Testa-Rossa-Ferrari waren um 50 kg leichter als die Vorjahresmodelle, und der neue Ferrari Dino 196S hatte einen 2-Liter-V6-Motor. Neben den Lotus Elite gab auch die schwedische Marke Saab ihr Le-Mans-Debüt. Neben den von der schottischen Ecurie Ecosse eingesetzten Jaguar D-Type hatten auch der von Frank Costin konstruierte Trojeiro und die Lister einen Jaguar-Motor. Ein Debakel gab es für Porsche – keines der eingesetzten Fahrzeuge erreichte das Ziel.
Stirling Moss hatte mit seinem Werks-Aston-Martin die Aufgabe übernommen, die Ferrari durch ein hohes Anfangstempo in Defekte zu hetzen. Eine Taktik, die nur teilweise aufging, denn neben drei Ferrari fiel auch Moss selbst mit Defekt aus. Auch die Führung von Roy Salvadori währte nur kurz, da Rennleiter Reg Parnell den Aston Martin sieben Runden mit einer rutschenden Kupplung weiterfahren ließ, um einen zusätzlichen Boxenstopp zu sparen. Dadurch übernahmen die Vorjahressieger Olivier Gendebien und Phil Hill die Führung im Rennen. Sonntag um die Mittagszeit kam der Ferrari jedoch zu einem nicht erwarteten Aufenthalt an die Box. Der Motor war heiß gelaufen, und die Mechaniker versuchten das Aggregat zu kühlen. Vergeblich: nachdem der Wagen wieder ins Rennen gegangen war, blieb er in derselben Runde mit heißgelaufenem Zylinder stehen und musste aus der Wertung genommen werden.
Damit war der Weg frei für den DBR1/300 von Salvadori und Carroll Shelby, die unter der Führung von John Wyer und Reg Parnell zum Sieg fuhren.

## Ergebnisse

### Piloten nach Nationen
| 36 Briten     | 25 Franzosen | 14 US-Amerikaner | 8 Belgier      | 4 Deutsche     |
| 4 Italiener   | 3 Schweden   | 2 Brasilianer    | 2 Mexikaner    | 2 Schweizer    |
| 1 Argentinier | 1 Marokkaner | 1 Monegasse      | 1 Niederländer | 1 Neuseeländer |
| 1 Venezolaner |              |                  |                |                |

### Schlussklassement
| Pos.            | Klasse | Nr. | Team                           | Fahrer                                   | Chassis                         | Motor                   | Reifen | Runden |
| --------------- | ------ | --- | ------------------------------ | ---------------------------------------- | ------------------------------- | ----------------------- | ------ | ------ |
| 1               | S 3.0  | 5   | David Brown Racing Dept.       | Carroll Shelby Roy Salvadori             | Aston Martin DBR1/300           | Aston Martin 3.0L I6    | A      | 323    |
| 2               | S 3.0  | 6   | David Brown Racing Dept.       | Maurice Trintignant Paul Frère           | Aston Martin DBR1/300           | Aston Martin 3.0L I6    | A      | 322    |
| 3               | GT 3.0 | 11  | Equipe Nationale Belge         | Jean Blaton Léon Dernier                 | Ferrari 250 GT LWB Coupe        | Ferrari 3.0L V12        | D      | 297    |
| 4               | GT 3.0 | 18  | North American Racing Team     | André Pilette George Arents              | Ferrari 250 GT Berlinetta       | Ferrari 3.0L V12        | D      | 296    |
| 5               | GT 3.0 | 16  | Fernand Tavano                 | Fernand Tavano Bob Grossman              | Ferrari 250 GT California       | Ferrari 3.0L V12        | E      | 294    |
| 6               | GT 3.0 | 20  | Lino Fayen                     | Lino Fayen Gino Munaron                  | Ferrari 250 GT Berlinetta       | Ferrari 3.0L V12        | D      | 293    |
| 7               | GT 2.0 | 29  | Rudd Racing Ltd.               | Ted Whiteaway John Turner                | AC Ace                          | Bristol 2.0L I6         | D      | 273    |
| 8               | GT 1.5 | 41  | William S. Frost               | Peter Lumsden Peter Riley                | Lotus Elite Mk14                | Coventry Climax 1.2L I4 | D      | 270    |
| 9               | GT 750 | 46  | Automobiles Deutsch et Bonnet  | René Cotton Louis Cornet                 | DB HBR4                         | Panhard 0.7L Flat-2     | M      | 258    |
| 10              | GT 1.5 | 42  | Border Reivers                 | John Whitmore Jim Clark                  | Lotus Elite Mk14                | Coventry Climax 1.2L I4 | D      | 257    |
| 11              | GT 750 | 45  | Automobiles Deutsch et Bonnet  | Bernard Consten Paul Armagnac            | DB HBR4                         | Panhard 0.7L Flat-2     | M      | 247    |
| 12              | GT 750 | 44  | Sture Nottorp                  | Sture Nottorp Gunnar Bengtsson           | Saab 93 Sport                   | Saab 0.7L I3            | P      | 232    |
| Nicht klassiert |        |     |                                |                                          |                                 |                         |        |        |
| 13              | S 750  | 55  | Automobili Stanguellini        | Roger Delageneste Paul Guiraud           | Stanguellini 750 Sport BA       | Fiat 0.7L I4            | P      | 220    |
| Ausgefallen     |        |     |                                |                                          |                                 |                         |        |        |
| 14              | S 3.0  | 14  | Scuderia Ferrari               | Phil Hill Olivier Gendebien              | Ferrari 250TR59                 | Ferrari 3.0L V12        | D      | 263    |
| 15              | S 2.0  | 25  | Standard Triumph Motor Company | Peter Jopp Richard Stoop                 | Triumph TR3S                    | Triumph 2.0L I4         | D      | 245    |
| 16              | S 1.5  | 37  | Ed Hugus                       | Ed Hugus Ernie Erickson                  | Porsche 718 RSK                 | Porsche 1.5L Flat-4     | C      | 240    |
| 17              | S 1.5  | 35  | Jean Kerguen                   | Jean Kerguen Robert La Caze              | Porsche 550 RS                  | Porsche 1.5L Flat-4     | D      | 229    |
| 18              | S 1.5  | 36  | Baron Carel Godin de Beaufort  | Carel Godin de Beaufort Christian Heins  | Porsche 718 RSK                 | Porsche 1.5L Flat-4     | D      | 186    |
| 19              | GT 2.0 | 33  | F.W.R. Lund                    | Ted Lund Colin Escott                    | MG MGA Twin Cam                 | MG 1.6L I4              | D      | 185    |
| 20              | S 2.0  | 31  | Porsche KG                     | Joakim Bonnier Wolfgang von Trips        | Porsche 718 RSK                 | Porsche 1.6L Flat-4     | C      | 182    |
| 21              | S 1.1  | 49  | Roger Masson                   | Roger Masson Jean Vinatier               | DB HBR5                         | Panhard 0.9L Flat-2     | M      | 179    |
| 22              | GT 750 | 48  | Automobiles Deutsch et Bonnet  | René Bartholoni Francois Jaeger          | DB HBR5                         | Panhard 0.7L Flat-2     | M      | 169    |
| 23              | S 1.5  | 34  | Porsche KG                     | Edgar Barth Wolfgang Seidel              | Porsche 718 RSK                 | Porsche 1.5L Flat-4     | D      | 168    |
| 24              | S 750  | 53  | Team Lotus Engineering         | Alan Stacey Keith Greene                 | Lotus 17                        | Coventry Climax 0.7L I4 | D      | 156    |
| 25              | S 3.0  | 8   | Ecurie Ecosse                  | Ron Flockhart John Lawrence              | Tojeiro                         | Jaguar 3.0L I6          | D      | 137    |
| 26              | S 3.0  | 12  | Scuderia Ferrari               | Dan Gurney Jean Behra                    | Ferrari 250TR59                 | Ferrari 3.0L V12        | D      | 129    |
| 27              | S 3.0  | 1   | Brian Lister                   | Ivor Bueb Bruce Halford                  | Lister LM                       | Jaguar 3.0L I6          | D      | 121    |
| 28              | S 3.0  | 30  | Team Lotus Engineering         | Graham Hill Derek Jolly                  | Lotus 15                        | Coventry Climax 2.0L I4 | D      | 119    |
| 29              | GT 2.0 | 27  | Standard Triumph Motor Company | Ninian Sanderson Claude Dubois           | Triumph TR3S                    | Triumph 2.0L I4         | D      | 114    |
| 30              | S 3.0  | 19  | Edwin D. Martin                | Edwin D. Martin William Kimberly         | Ferrari 250TR58                 | Ferrari 3.0L V12        | G      | 108    |
| 31              | GT 1.5 | 38  | Equipe Los Amigos              | Jean-Claude Vidilles Jean-François Malle | Lotus Elite Mk14                | Coventry Climax 1.2L I4 | D      | 105    |
| 32              | S 750  | 52  | O.S.C.A. Automobili            | Jean Laroche André Testut                | OSCA 750 Sport                  | OSCA 0.7L I4            | P      | 88     |
| 33              | S 2.0  | 24  | Cooper Car Company             | Jim Russell Bruce McLaren                | Cooper T49 Monaco Mk1           | Coventry Climax 2.0L I4 | D      | 79     |
| 34              | S 2.0  | 32  | Porsche KG                     | Hans Herrmann Umberto Maglioli           | Porsche 718 RSK                 | Porsche 1.6L Flat-4     | C      | 78     |
| 35              | S 3.0  | 3   | Ecurie Ecosse                  | Innes Ireland Masten Gregory             | Jaguar D-Type                   | Jaguar 3.0L I6          | D      | 70     |
| 36              | S 3.0  | 4   | David Brown Racing Dept.       | Stirling Moss Jack Fairman               | Aston Martin DBR1/300           | Aston Martin 3.0L I6    | A      | 70     |
| 37              | GT 750 | 50  | Alejandro de Tomaso            | Alejandro de Tomaso Colin Davis          | DB HBR5                         | Panhard 0.7L Flat-2     | M      | 63     |
| 38              | S 2.0  | 23  | Scuderia Ferrari               | Giulio Cabianca Giorgio Scarlatti        | Ferrari Dino 196S               | Ferrari 1.9L V6         | D      | 63     |
| 39              | S 750  | 62  | Société E.F.A.C.               | René Philippe Faure Georges Guyot        | Stanguellini Efac SP            | Fiat 0.7L I4            | D      | 58     |
| 40              | GT 1.1 | 59  | Jacques Faucher                | Jacques Faucher Gérard Leffargue         | DB HBR4                         | Panhard 0.9L Flat-2     | M      | 53     |
| 41              | S 3.0  | 2   | Brian Lister                   | Walt Hansgen Peter Blond                 | Lister LM                       | Jaguar 3.0L I6          | D      | 52     |
| 42              | S 3.0  | 7   | A.G. Whitehead                 | Graham Whitehead Brian Naylor            | Aston Martin DBR1/300           | Aston Martin 3.0L I6    | A      | 52     |
| 43              | S 3.0  | 10  | Equipe Nationale Belge         | Lucien Bianchi Alain de Changy           | Ferrari 250TR58                 | Ferrari 3.0L V12        | D      | 47     |
| 44              | S 3.0  | 15  | Scuderia Ferrari               | Cliff Allison Hernando da Silva Ramos    | Ferrari 250TR59                 | Ferrari 3.0L V12        | D      | 41     |
| 45              | S 750  | 56  | Automobili Stanguellini        | René Louis Revillon Joseph Dieu          | Stanguellini 750 Sport Bialbero | Fiat 0.7L I4            | P      | 37     |
| 46              | GT 750 | 43  | S.A. Hurrell / R.M. North      | Sydney H. Hurrell Roy North              | Saab 93 Sport                   | Saab 0.7L I3            | P      | 35     |
| 47              | GT 2.0 | 26  | Standard Triumph Motor Company | Peter Bolton Mike Rothschild             | Triumph TR3S                    | Triumph 2.0L I4         | D      | 35     |
| 48              | S 750  | 51  | OSCA Automobili                | Pedro Rodríguez Ricardo Rodríguez        | OSCA Sport 750TN                | OSCA 0.7L I4            | P      | 32     |
| 49              | GT 2.0 | 60  | John Dashwood                  | John Dashwood William Wilks              | Frazer-Nash Le Mans             | Bristol 2.0L I6         | D      | 30     |
| 50              | S 750  | 54  | Team Lotus Engineering         | Michael Taylor Johnathon Sieff           | Lotus 17                        | Coventry Climax 0.7L I4 | D      | 23     |
| 51              | S 3.0  | 17  | North American Racing Team     | Gilbert Geitner Rod Carveth              | Ferrari 250TR58                 | Ferrari 3.0L V12        | D      | 21     |
| 52              | GT 3.0 | 21  | Écurie Trois Chevrons          | Hubert Patthey Renaud Calderari          | Aston Martin DB4 GT             | Aston Martin 3.0L I6    | A      | 21     |
| 53              | GT 750 | 47  | Automobiles Deutsch et Bonnet  | Pierre Chancel Gérard Laureau            | DB HBR4                         | Panhard 0.7L Flat-2     | M      | 9      |
| Nicht gestartet |        |     |                                |                                          |                                 |                         |        |        |
| 54              | GT 1.5 | 58  | Richard Stoop                  | Douglas Graham Mike McKee                | Lotus Elite MK14                | Coventry Climax 1.5L I4 |        | 1      |

1 nicht gestartet

### Nur in der Meldeliste
Hier finden sich Teams, Fahrer und Fahrzeuge die ursprünglich für das Rennen gemeldet waren, aber aus den unterschiedlichsten Gründen daran nicht teilnahmen.
| Pos. | Klasse  | Nr. | Team                            | Fahrer                                                | Chassis                         | Motor                    | Reifen |
| ---- | ------- | --- | ------------------------------- | ----------------------------------------------------- | ------------------------------- | ------------------------ | ------ |
| 55   | S 3000  | 9   | Equipe Nationale Belge          | Lucien Bianchi Mauro Bianchi André Crosier Paul Nokin | Lister                          | Jaguar 3.0L V12          |        |
| 56   | S 3000  | 19  | Ed Hugus                        | Ed Hugus Ernie Erickson                               | Ferrari 250TR                   | Ferrari 3.0L V12         |        |
| 57   | GT 2000 | 28  | Equipe Nationale Belge          | Armand Blaton André Pilette                           | AC Ace                          | Bristol 2.0L I6          |        |
| 58   | S 2000  | 38  | Equipe Los Amigos               | Jean-Claude Vidilles Jean-François Malle              | Cooper T49 Monaco Mk1           | Coventry Climax 2.0L I4  |        |
| 59   | GT 1300 | 49  | Squadra Virgilio Conrero        |                                                       | Alfa Romeo Giulietta SV Conrero | Alfa Romeo 1.3L L4       |        |
| 60   | GT 1300 | 40  | Squadra Virgilio Conrero        | José Rosinski Claude Bobrowski                        | Alfa Romeo Giulietta SV Conrero | Alfa Romeo 1.3L L4       |        |
| 61   | S 750   | 45  | Alfonso Papani                  | Alfonso Papani Mario Poltonieri                       | Fiat-Abarth 750                 | Fiat 0.7L L4             |        |
| 62   | S 750   | 51  | Alejandro de Tomaso             | Alejandro de Tomaso Isabel Haskell Colin Davis        | OSCA Sport 750                  |                          |        |
| 63   | S 750   | 57  | Team Lotus Engineering          | Innes Ireland Colin Chapman Pete Lovely Graham Hill   | Lotus Elite Mk19                | Coventry Climax 2.7L I4  |        |
| 64   | S 750   | 57  | Team Lotus Engineering          | Innes Ireland Colin Chapman Pete Lovely Graham Hill   | Lotus Elite Mk14                | Coventry Climax 0.7L I4  |        |
| 65   | GT 750  | 16  | G. Faucher                      |                                                       | DB                              |                          |        |
| 66   | S 2000  |     | Georges Guyot                   | Michel Parsy Roger Castelain Paul Guiraud             | Maserati 200SI                  | Maserati 2.0L L4         |        |
| 67   | S 2000  |     | Team Lotus Engineering          | Innes Ireland Alan Stacey                             | Lotus 17                        | Coventry Climax 0.7L I4  |        |
| 68   | S 1500  |     | Jean Lucas                      |                                                       | Cooper T49 Monaco               | Coventry Climax 1.5L I4  |        |
| 69   | S 3000  |     | Equipe Nationale Belge          | Freddy Rousselle Jacques Croisier                     | Lister LM                       | Jaguar 3.0L I6           |        |
| 70   | S 1100  |     | Cooper Car Company              | Jim Russell George Wisdom Ian Burgess                 | Cooper T49 Monaco               | Coventry Climax 1.1L I4  |        |
| 71   | S 1100  |     | Cooper Car Company              | Percy Crabb                                           | Cooper T49 Monaco               | Coventry Climax 1.1L I4  |        |
| 72   | S 750   |     | Automobili Stanguellini         |                                                       | Stanguellini Bialbero           | Fiat 0.7L I4             |        |
| 73   | S 3000  |     | Team Lotus Engineering          | Innes Ireland Colin Chapman Pete Lovely Graham Hill   | Lotus Mk19                      | Coventry Climax 2.7L I4  |        |
| 74   | S 750   |     | Maurice van der Bruwaene        | Maurice van der Bruwaene André Beaulieux              | Panhard X84                     |                          |        |
| 75   | GT 3000 |     | North American Racing Team      | Lance Reventlow                                       | Ferrari 250GT                   | Ferrari 3.0L V12         |        |
| 76   | GT 5000 |     | Leslie Johnson                  | Leslie Johnson                                        | Jensen 541R                     | Austin Sheerline 4.0L I6 |        |
| 77   | GT 3000 |     | Fernand Tavano                  |                                                       | Ferrari 250GT                   | Ferrari 3.0L V12         |        |
| 78   | S 1500  |     | José Behra                      | José Behra                                            | Porsche 718RSK                  | Porsche 1.5L Flat-4      |        |
| 79   | S 750   | 58  | André Héchard                   | André Héchard Michel Legourd                          | DB HBR5                         | Panhard 0.9L Flat-2      |        |
| 80   | S 1100  | 62  | Automobili Stanguellini         |                                                       | Stanguellini HP13               | Fiat 1.1L I4             |        |
| 81   | S 3000  |     | Michael Taylor                  | Michael Taylor Jonathan Sief                          | Lister LM                       | Jaguar 3.0L I6           |        |
| 82   | S 3000  |     | Daniel Pouget                   | Daniel Pouget René Bourrely                           | Aston Martin DBR1               | Aston Martin 3.0L I6     |        |
| 83   | S 1500  |     | Christian Goethals              | Christian Goethals                                    | Porsche 718RSK                  | Porsche 1.5L Flat-4      |        |
| 84   | S 1100  |     | Tojeiro                         | R. F. Taylor L. A. Camage                             | Tojeiro MK.II                   |                          |        |
| 85   | S 750   |     | Daniel Lewis                    | Daniel Lewis                                          | Mirromac                        | Porsche 1.5L Flat-4      |        |
| 86   | GT 1100 |     | Kenneth MacKenzie & Tom Barnard | Kenneth MacKenzie Tom Barnard                         | Porsche 718RSK                  | Porsche 1.5L Flat-4      |        |
| 87   | GT 1100 |     | Kenneth MacKenzie & Tom Barnard | Kenneth MacKenzie Tom Barnard John Gaston             | Austin-Healey Sprite            |                          |        |
| 88   | S 1100  |     | Dorchester Service Station      | David Piper John Campbell-Jones Derek Randall         | Lotus 17                        |                          |        |
| 89   | S 1500  |     | John Ogier                      | Peter Blond Peter Ashdown                             | Tojeiro Mk.III                  |                          |        |
| 90   | S 3000  |     | Maurice Charles                 | Maurice Charles                                       | Jaguar D-Type                   | Jaguar 3.0L I6           |        |
| 91   | GT 2000 |     | David Dixon                     | Michael Blond Kenneth MacKenzie John McKenchnie       | MG A                            |                          |        |
| 92   | S 750   |     | Marcel Lailler                  | Marcel Lailler Lucien Pailler                         | Panhard X86                     | Jaguar 3.0L I6           |        |
| 93   | S 750   |     | Just-Émile Vernet               | Jean-Marie Dumazer                                    | VP 156R                         | Renault 0.7L I4          |        |
| 94   | S 3000  |     | David Dixon                     | Michael Blond Richard Stoop David Dixon               | Aston Martin DB3S               | Aston Martin 3.0L I6     |        |
| 95   | S 1100  |     | René Bartholoni                 | René Bartholoni                                       | DB HBR5                         | Panhard 0.7L Flat-2      |        |
| 96   | S 1100  |     | Bernard Duval                   | Bernard Duval                                         | Lola MK1                        |                          |        |
| 97   | GT 1300 |     | Alfa Romeo SpA                  |                                                       | Alfa Romeo Giulietta SV Conrero |                          |        |
| 98   | S 750   |     | Société E.F.A.C.                |                                                       | Stanguellini EFAC SP5601        |                          |        |
| 99   | S 1500  |     | Maurice Slotine                 |                                                       | Porsche 550RS                   | Porsche 1.5L Flat-4      |        |
| 100  | S 1100  |     | René Breuil                     |                                                       | RB Isole                        |                          |        |

### Biennale-Cup-Rudge-Withworth
| Pos. | Nr. | Fahrer                    | Chassis          | Koeffizient | Platzierung im Gesamtklassement |
| ---- | --- | ------------------------- | ---------------- | ----------- | ------------------------------- |
| 1    | 46  | René Cotton Louis Cornet  | DB HBR4          | 3.485,447   | Rang 9                          |
| 2    | 41  | Peter Lumsden Peter Riley | Lotus Elite Mk14 | 3.636,084   | Rang 8                          |

### Index of Performance
| Pos. | Nr. | Fahrer                         | Chassis                   | Koeffizient | Platzierung im Gesamtklassement |
| ---- | --- | ------------------------------ | ------------------------- | ----------- | ------------------------------- |
| 1    | 46  | René Cotton Louis Cornet       | DB HBR4                   | 1.21000     | Rang 9                          |
| 2    | 5   | Carroll Shelby Roy Salvadori   | Aston Martin DBR1/300     | 1.18100     | Gesamtsieg                      |
| 3    | 6   | Maurice Trintignant Paul Frère | Aston Martin DBR1/300     | 1.17800     | Rang 2                          |
| 4    | 45  | Bernard Consten Paul Armagnac  | DB HBR4                   | 1.15800     | Rang 11                         |
| 5    | 41  | Peter Lumsden Peter Riley      | Lotus Elite Mk14          | 1.11300     | Rang 8                          |
| 6    | 11  | Jean Blaton Léon Dernier       | Ferrari 250 GT LWB Coupe  | 1.08800     | Rang 3                          |
| 7=   | 18  | André Pilette George Arents    | Ferrari 250 GT Berlinetta | 1.08500     | Rang 4                          |
| 7=   | 44  | Sture Nottorp Gunnar Bengtsson | Saab 93 Sport             | 1.08500     | Rang 12                         |
| 9    | 16  | Fernand Tavano Bob Grossman    | Ferrari 250 GT California | 1.07800     | Rang 5                          |
| 10   | 20  | Lino Fayen Gino Munaron        | Ferrari 250 GT California | 1.07500     | Rang 6                          |
| 11   | 42  | John Whitmore Jim Clark        | Lotus Elite Mk14          | 1.05900     | Rang 10                         |
| 12   | 29  | Ted Whiteaway John Turner      | AC Ace                    | 1.04400     | Rang 7                          |
| 13   | 55  | Roger Delageneste Paul Guiraud | Stanguellini 750 Sport BA | 1.03300     | nicht klassiert                 |

### Index of Thermal Efficiency
| Pos. | Nr. | Fahrer                         | Chassis               | Durchschnittsgeschwindigkeit | Fahrzeuggewicht | Liter/100 km | Koeffizient | Platzierung im Gesamtklassement |
| ---- | --- | ------------------------------ | --------------------- | ---------------------------- | --------------- | ------------ | ----------- | ------------------------------- |
| 1    | 45  | Bernard Consten Paul Armagnac  | DB HBR4               | 139,056 km/h                 | 496 kg          | 10,99        | 1.33900     | Rang 11                         |
| 2    | 41  | Peter Lumsden Peter Riley      | Lotus Elite Mk14      | 151, 504 km/h                | 625 kg          | 14,89        | 1.24300     | Rang 8                          |
| 3    | 5   | Carroll Shelby Roy Salvadori   | Aston Martin DBR1/300 | 181,163 km/h                 | 861 kg          | 28,59        | 1.22600     | Gesamtsieg                      |
| 4    | 6   | Maurice Trintignant Paul Frère | Aston Martin DBR1/300 | 180,752 km/h                 | 864 kg          | 28,52        | 1.21800     | Rang 2                          |
| 5    | 42  | John Whitmore Jim Clark        | Lotus Elite Mk14      | 144,212 km/h                 | 650 kg          | 14,83        | 1.12400     | Rang 10                         |
| 6    | 29  | Ted Whiteaway John Turner      | AC Ace                | 153,493 km/h                 | 813 kg          | 17,87        | 1.12300     | Rang 7                          |
| 7    | 46  | René Cotton Louis Cornet       | DB HBR4               | 145,227 km/h                 | 463 kg          | 14,40        | 1.11000     | Rang 9                          |

### Klassensieger
| Klasse                        | Fahrer          | Fahrer         | Fahrzeug                 | Platzierung im Gesamtklassement |
| ----------------------------- | --------------- | -------------- | ------------------------ | ------------------------------- |
| Index of Performance          | René Cotton     | Louis Cornet   | DB HBR4                  | Rang 9                          |
| 25. Biennale Cup              | René Cotton     | Louis Cornet   | DB HBR4                  | Rang 9                          |
| Index of Thermal Efficiency   | Bernard Consten | Paul Armagnac  | DB HBR4                  | Rang 11                         |
| Sportprototypen 2001–3000 cm³ | Roy Salvadori   | Carroll Shelby | Aston Martin DBR1/300    | Gesamtsieg                      |
| GT 2001–3000 cm³              | Jean Blaton     | Leon Dernier   | Ferrari 250 GT LWB Coupe | Rang 3                          |
| GT 1501–2000 cm³              | Thed Whiteaway  | John Turner    | AC Ace                   | Rang 7                          |
| GT 1101–1500 cm³              | Peter Lumsden   | Peter Riley    | Lotus Elite MK14         | Rang 8                          |
| GT 501–750 cm³                | René Cotton     | Louis Cornet   | DB HBR4                  | Rang 9                          |

### Renndaten
- Gemeldet: 100
- Gestartet: 53
- Gewertet: 13
- Rennklassen: 8
- Zuschauer: unbekannt
- Ehrenstarter des Rennens: Maurice Herzog, französischer Minister für Jugend und Sport
- Wetter am Rennwochenende: warm und trocken
- Streckenlänge: 13,461 km
- Fahrzeit des Siegerteams: 24:00:00,000 Stunden
- Gesamtrunden des Siegerteams: 323
- Gesamtdistanz des Siegerteams: 4347,900 km
- Siegerschnitt: 181,163 km/h
- Pole-Position: Dan Gurney – Ferrari 250TR59 (#12) – 4:03,000 = 199,422 km/h
- Schnellste Rennrunde: Jean Behra – Ferrari 250TR59 (#12) – 4:00,900 = 201,161 km/h
- Rennserie: 4. Lauf zur Sportwagen-Weltmeisterschaft 1959